# 사막흙파는쥐
사막흙파는쥐 또는 사막주머니고퍼(Geomys arenarius)는 흙파는쥐과에 속하는 설치류의 일종이다. 멕시코 치와와주와 미국 텍사스주, 뉴멕시코주에서 발견된다.